# Busan Lotte Town Tower
Busan Lotte World Tower — строящийся небоскрёб в городе Пусан, Республика Корея. Строительство здания высотой в 510,1 метров началось в марте 2009 года. Здание планировалось построить к 2016 году, однако в сентябре 2013 года строительство было заморожено из-за недостатка средств. В небоскрёбе будут размещены офисы, отель и 390 квартир.